# Aeschynit-(Y)
Aeschynit-(Y) (hay Aeschinit-(Y), Aeschynit-(Yt), Blomstrandin, Priorit) là một khoáng vật của ytri, calci, sắt, thori, titan, niobi, oxy, và hydro có công thức hóa học là (Y,Ca,Fe,Th)(Ti,Nb)2(O,OH)6. Tên gọi nó xuất phát từ tiếng Hy Lạp có nghĩa là "xấu hổ". Nó có độ cứng trong khoảng 5 đến 6.